# العلاقات الدنماركية البولندية
العلاقات الدنماركية البولندية هي العلاقات الثنائية التي تجمع بين الدنمارك وبولندا.

## مقارنة بين البلدين
هذه مقارنة عامة ومرجعية للدولتين:
| وجه المقارنة                                              | الدنمارك                                                     | بولندا                                                                             |
| --------------------------------------------------------- | ------------------------------------------------------------ | ---------------------------------------------------------------------------------- |
| المساحة (كم2)                                             | 42.92 ألف                                                    | 312.68 ألف                                                                         |
| عدد السكان (نسمة)                                         | 5.79 مليون                                                   | 38.43 مليون                                                                        |
| الكثافة السكانية (ن./كم²)                                 | 134.9                                                        | 122.91                                                                             |
| العاصمة                                                   | كوبنهاغن                                                     | وارسو                                                                              |
| اللغة الرسمية                                             | اللغة الدنماركية                                             | اللغة البولندية                                                                    |
| العملة                                                    | كرونة دنماركية                                               | زلوتي بولندي                                                                       |
| الناتج المحلي الإجمالي (بليون دولار)                      | 324.87 مليار                                                 | 524.51 مليار                                                                       |
| الناتج المحلي الإجمالي (تعادل القوة الشرائية) بليون دولار | 278.61 مليار                                                 | 1.02 تريليون                                                                       |
| الناتج المحلي الإجمالي الاسمي للفرد دولار أمريكي          | 51.99 ألف                                                    | 12.55 ألف                                                                          |
| الناتج المحلي الإجمالي للفرد دولار أمريكي                 | 45.54 ألف                                                    | 26.14 ألف                                                                          |
| مؤشر التنمية البشرية                                      | 0.900                                                        | 0.843                                                                              |
| رمز المكالمات الدولي                                      | +45                                                          | +48                                                                                |
| رمز الإنترنت                                              | .dk                                                          | .pl                                                                                |
| المنطقة الزمنية                                           | توقيت وسط أوروبا، ت ع م+02:00، ت ع م+01:00، أوروبا/كوبنهاجن ‏ | توقيت وسط أوروبا، ت ع م+01:00، ت ع م+02:00، أوروبا/وارسو ‏، توقيت وسط أوروبا الصيفي |

## مدن متوأمة
في ما يلي قائمة باتفاقيات التوأمة بين مدن دنماركية وبولندية:
- ترتبط Helsingør Municipality [الإنجليزية]‏ مع غدانسك باتفاقية توأمة.
- ترتبط Skælskør [الإنجليزية]‏ مع Karlino [الإنجليزية]‏ باتفاقية توأمة.
- ترتبط آلبورغ مع Ośno Lubuskie [الإنجليزية]‏ باتفاقية توأمة منذ 1997.[14][15][16][17]
- ترتبط Gladsaxe Municipality [الإنجليزية]‏ مع كشالين باتفاقية توأمة منذ 1969.
- ترتبط Nyborg [الإنجليزية]‏ مع كووبجك باتفاقية توأمة.
- ترتبط Nykøbing Falster Municipality  [لغات أخرى]‏ مع لوبلين باتفاقية توأمة.
- ترتبط Nexø [الإنجليزية]‏ مع كووبجك باتفاقية توأمة.
- ترتبط هولستيبرو مع خوينا باتفاقية توأمة.
- ترتبط كورسور [الإنجليزية]‏ مع Police, West Pomeranian Voivodeship [الإنجليزية]‏ باتفاقية توأمة.
- ترتبط إيسبيرغ مع شتشين باتفاقية توأمة.
- ترتبط كوبنهاغن مع Grójec [الإنجليزية]‏ باتفاقية توأمة.
- ترتبط سلاغيلس [الإنجليزية]‏ مع ستارغارد زتسيسينسكي باتفاقية توأمة.
- ترتبط Jægerspris [الإنجليزية]‏ مع Kowary [الإنجليزية]‏ باتفاقية توأمة.
- ترتبط هرنينغ مع كيلسي باتفاقية توأمة.
- ترتبط Rønde [الإنجليزية]‏ مع Gmina Chęciny [الإنجليزية]‏ باتفاقية توأمة.
- ترتبط Aalborg Municipality [الإنجليزية]‏ مع غدينيا باتفاقية توأمة منذ 1961.[16][18][19][20]
- ترتبط روسكيلدا مع غنيزنو باتفاقية توأمة.
- ترتبط Hvidovre Municipality [الإنجليزية]‏ مع Rydułtowy [الإنجليزية]‏ باتفاقية توأمة.
- ترتبط هيليسينكور مع غدانسك باتفاقية توأمة منذ 1992.[21][22]
- ترتبط Sønderborg [الإنجليزية]‏ مع أولشتين باتفاقية توأمة منذ 1 يوليو 1994.[23]
- ترتبط Vordingborg [الإنجليزية]‏ مع سووبسك باتفاقية توأمة.
- ترتبط Helsinge (municipality) [الإنجليزية]‏ مع Lubsko [الإنجليزية]‏ باتفاقية توأمة.
- ترتبط أودنسه مع كاتوفيتسه باتفاقية توأمة منذ 22 أبريل 1989.[24][24][24][24]
- ترتبط Nykøbing Falster [الإنجليزية]‏ مع لوبلين باتفاقية توأمة.
- ترتبط Nordborg Municipality  [لغات أخرى]‏ مع Dzierzgoń [الإنجليزية]‏ باتفاقية توأمة.

## منظمات دولية مشتركة
يشترك البلدان في عضوية مجموعة من المنظمات الدولية، منها:
| علم المنظمة | اسم المنظمة                             | تاريخ انضمام الدنمارك | تاريخ انضمام بولندا |
| ----------- | --------------------------------------- | --------------------- | ------------------- |
|             | حلف شمال الأطلسي                        | 4 أبريل 1949          | 12 مارس 1999        |
|             | وكالة ضمان الاستثمار متعدد الأطراف      | 12 أبريل 1988         | 29 يونيو 1990       |
|             | منظمة الشرطة الجنائية الدولية           | ?                     | ?                   |
|             | مجموعة الموردين النوويين                | ?                     | ?                   |
|             | منظمة حظر الأسلحة الكيميائية            | ?                     | ?                   |
|             | منظمة التجارة العالمية                  | 1995                  | 1 يوليو 1995        |
|             | الفريق المعني برصد الأرض                | ?                     | ?                   |
|             | الأمم المتحدة                           | 24 أكتوبر 1945        | 24 أكتوبر 1945      |
|             | مركز تنسيق الحركة في أوروبا ‏            | ?                     | ?                   |
|             | المنظمة الأوروبية لسلامة الملاحة الجوية | 1994                  | 2004                |
|             | مؤسسة التمويل الدولية                   | 20 يوليو 1956         | 29 ديسمبر 1987      |
|             | يونسكو                                  | 4 نوفمبر 1946         | 6 نوفمبر 1946       |
|             | مؤسسة التنمية الدولية                   | 30 نوفمبر 1960        | 28 أكتوبر 1960      |
|             | الاتحاد الأوروبي                        | 1973                  | 1 مايو 2004         |
|             | منظمة الأمن والتعاون في أوروبا          | 25 يونيو 1973         | 25 يونيو 1973       |
|             | الاتحاد الدولي للاتصالات                | 1866                  | 1921                |
|             | منظمة التعاون الاقتصادي والتنمية        | ?                     | 22 نوفمبر 1996      |
|             | مجموعة أستراليا                         | 1985                  | 1994                |
|             | وكالة الفضاء الأوروبية                  | ?                     | 19 يناير 2012       |
|             | نظام تحكم تكنولوجيا القذائف             | 1990                  | 1998                |
|             | مجلس دول بحر البلطيق                    | ?                     | ?                   |
|             | مجلس أوروبا                             | ?                     | 26 نوفمبر 1991      |
|             | اتفاقية السماوات المفتوحة               | ?                     | ?                   |
|             | البنك الدولي للإنشاء والتعمير           | 30 نوفمبر 1960        | 27 يونيو 1986       |
|             | الاتحاد البريدي العالمي                 | ?                     | 1 مايو 1919         |

## أعلام
هذه قائمة لبعض الشخصيات التي تربطها علاقات بالبلدين:
- بيتر شمايكل (لاعب كرة قدم دنماركي، 18 نوفمبر 1963[33] – )
- فالديمار الرابع ملك الدنمارك (1320[34][35] – 24 أكتوبر 1375[36][34])
- كارولين فوزنياكي (لاعبة كرة مضرب دنماركية، 11 يوليو 1990[37] – )
- كاسبر شمايكل (لاعب كرة قدم دنماركي، 5 نوفمبر 1986[38] – )
- كنوت العظيم ( – 12 نوفمبر 1035)

## وصلات خارجية
- موقع وزارة الخارجية الدنماركية
- موقع وزارة الخارجية البولندية